# Phil Darwin
Phil Darwin, de son vrai nom Philippe Darwin Nianga, né le 2 juillet 1977 à Ouesso dans la République du Congo, est un humoriste congolais, acteur et auteur. Il se produit dans des spectacles de Stand-up et tient une chronique quotidienne, « Les Théories de Phil Darwin » , sur la radio Africa no 1 Paris.

## Biographie
Originaire de République du Congo (Congo-Brazzaville), Phil Darwin s’expatrie en Algérie très jeune pour suivre son père diplomate. Passionné par le monde du théâtre et des acteurs, il s’intéresse rapidement à la scène et trouve chez l’acteur américain Eddie Murphy une figure tutélaire. Diplômé d’une école de droit et de management , il se tourne rapidement vers l’humour et le « Stand-up », influencé entre autres par Dave Chapelle, ou Chris Rock.
À partir de 2005, il crée ses propres One Man Show dont « Made in Africa » et récemment « This is… Phil Darwin ! ». En parallèle il participe à plusieurs pièces de théâtre dramatique dont « Les cauchemars du Gecko » de Jean-Luc Raharimanana.
L’univers de Phil Darwin tourne autour des différences de cultures et s’adresse aux « Rebeu, Renoi, Reblanc» comme l’indique son gimmick devenu culte .

## Carrière
2009
Participation au Festival international d'Hammamet.
2010
- Les cauchemars du Gecko. Pièce dramatique mise en scène par Thierry Bedard à partir d’un texte de Jean-Luc Raharimanana. Premier rôle dramatique pour Phil Darwin. La pièce est présentée en IN du Festival d’Avignon (édition 2010) et jouée sur plusieurs scènes nationales ( Bonlieu, Annecy, Lyon ) en France.
- « This is… Phil Darwin ! » au Théâtre Traversière [6] et à la Reine Blanche à Paris, en province et au Maghreb.
- Il intègre l’équipe de la seconde saison de « Toi-même tu sais », aux côtés de Claudia Tagbo et Patson. Une série consacrée à la santé des émigrés africains sponsorisée par le Ministère de la santé et des sports.

2011
- « This is… Phil Darwin ! », en résidence au Théâtre Traversière.

Phil Darwin devient parallèlement à ses spectacles chroniqueur télé et radio :
- sur France O dans l’émission Planète Tubes, en duo avec Yann Stotz, diffusée tous les samedis à 20h.
- sur Africa no 1 Paris dans la Grande Matinale aux côtés d’Eugénie Diecky puis de Pheel Le Montagnard avec « Les Théories de Phil Darwin ».

2012
- Des Ruines à la Maison de la Poésie (Paris), en janvier et février 2012. Monologue dramatique interprété par Phil Darwin. C’est Thierry Bedard qui demande à Jean-Luc Raharimanana d’écrire un texte dramatique pour qu’il soit spécialement interprété par Phil Darwin.
- « This is… Phil Darwin ! » s’installe à l’Archipel du mercredi au dimanche puis part en tournée en province et en Afrique.

2013
- « This is… Phil Darwin ! » à la Cigale, le 14 février pour une spéciale Saint-Valentin.